# Venatrix roo
Venatrix roo Framenau & Vink, 2001 è un ragno appartenente alla famiglia Lycosidae.

## Etimologia
Il nome proprio è in riferimento alla località tipo di rinvenimento degli esemplari, l'isola di Kangaroo, e dal nome comune e colloquiale locale del canguro.

## Caratteristiche
L'olotipo maschile ha una lunghezza totale di 12,2mm: il cefalotorace è lungo 7,5mm, e largo 5,5mm.
Il paratipo femminile ha una lunghezza totale di 16,7mm: il cefalotorace è lungo 8,2mm, e largo 6mm.

## Distribuzione
La specie è stata reperita in Australia meridionale. Di seguito alcuni rinvenimenti:
1. l'olotipo maschile è stato rinvenuto 3,75 Km a nordovest della Inman Valley, in Australia meridionale, nel novembre 1997.
2. due paratipi femminili, due esemplari maschili e uno juvenile nello stesso luogo e data dell'olotipo maschile.
3. un esemplare maschile nel lago stagionale Grainger, in Australia meridionale[1].

## Tassonomia
Appartiene al funesta-group insieme a V. funesta - V. penola - V. australiensis - V. mckayi - V. koori e V. archookoora.
Al 2021 non sono note sottospecie e dal 2001 non sono stati esaminati nuovi esemplari.